# Hoàng Yến Lân
Hoàng Yến Lân (28 tháng 2 năm 1975 - 6 tháng 4 năm 2009), được biết đến với nghệ danh A-Sun (một từ lóng của "bà già" trong tiếng Phúc Kiến Đài Loan), là một ca sĩ kiêm nhạc sĩ Mandopop nổi tiếng của Đài Loan.
Cô mất năm 2009 vì ung thư vú.

## Danh sách đĩa nhạc
Album phòng thu
- 2003 Love Hurts (受了點傷)
- 2005 For the Lonely... (寂寞在唱歌)

Phim truyền hình có các bài hát của cô bao gồm:
- The Rose (bộ phim Đài Loan năm 2005)
- Tiên kiếm kỳ hiệp (loạt phim Trung Quốc năm 2005)
- The Hospital (loạt phim Đài Loan năm 2006)
- Tân Bao Thanh Thiên (phim Trung Quốc 2010-2012) - bài hát chủ đề kết thúc phần 2 (2011) do cô viết và được hát bởi người bạn Shane Chang sau khi cô qua đời.

## Giải thưởng và đề cử
- Giải thưởng Giai điệu vàng lần thứ 15 năm 2004
  - Được đề cử - Nghệ sĩ mới xuất sắc nhất, Love Hurts